# ام زیتونه
ام زیتونه (به عربی: أم زیتونة) یک روستا در سوریه است که در ناحیه خان شیخون واقع شده‌است. ام زیتونه ۲۵۰ نفر جمعیت دارد.